# تپه اطراف شهر سوخته ۳۰۶
تپه اطراف شهر سوخته شماره ۳۰۶ در شهرستان زابل، بخش شیب آب، دهستان لوتک، روستای حومه شهر سوخته، ۱۷/۵۰ کیلومتری جنوب غربی پایگاه باستان‌شناسی شهر سوخته واقع شده و این اثر در تاریخ ۲۳ بهمن ۱۳۸۵ با شمارهٔ ثبت ۱۷۲۹۰ به‌عنوان یکی از آثار ملی ایران به ثبت رسیده است.